# ZFB-05轮式装甲防暴车
ZFB-05装甲运兵车是中國解放軍和武警一款四輪輕裝甲運兵車，陕西宝鸡专用汽车公司生產，基於南京NJ2046军用越野汽车開發，底盤為依維柯40.10WM 。與日本的輕裝甲機動車類似角色但装甲，马力都略低一筹，惟最大行程更高一级、重量與車內空間也稍粗重。車輛基本配備89式12.7 mm毫米重機槍但也可更換23mm機砲增強火力，2007年後的改型還能裝備73毫米低后坐力炮和HN-5防空導彈。
ZFB-05大量出現於中国赴海地维和部队而廣為世界所知，並開始出口刚果等非洲多國。強度比較大的衝突中需要加裝鋼板。

## 衍生車型
- ZFB-05
- ZFB-05A
- ZFB-05G